# Logique non classique
En logique mathématique, les logiques non classiques sont des logiques formelles qui diffèrent de façon significative de la logique classique. L'adjectif « classique » a un sens normatif autrement dit , il qualifie ce qui est habituel. Les logiques classiques adoptent effectivement des principes usuels comme le tiers exclu, le principe d'explosion, le raisonnement par l'absurde, l'usage de tables de vérité, etc. Dans les logiques non classiques, on étudie des variations, par exemple en supprimant des principes, ou en ayant plus de deux valeurs de vérité.

## Exemples

### Logiques ayant moins de règles que la logique classique
- Logique minimale, qui n'a pas de règles pour la négation.
- Logique intuitionniste, qui ne possède pas le tiers exclu
- Logique paraconsistante, qui n'a pas le principe d'explosion
- Logique non monotone, où la relation de conséquence n'est pas monotone
- Logiques sous-structurelles, qui n'ont pas certaines règles d'inférence de la logique classique

### Logiques avec un pouvoir expressif plus large que la logique classique
- Logique d'ordre supérieur, où la quantification porte aussi sur des fonctions et des prédicats.
- logique infinitaire, avec des énoncés infiniment long et/ou des preuves infinies.

### Logiques avec une sémantique différente de la logique classique
- Logique polyvalente, qui a plus de deux valeurs de vérité.
- Logique intuitionniste, qui a pour sémantique les modèles de Kripke.

### Logiques avec un vocabulaire enrichi par rapport à la logique classique
- Logiques modales, toute une famille de logiques ajoutant au langage initial des opérateurs comme possibilité et nécessité.
  - Logique déontique, relative au droit et ce qui est permis ou interdit.
  - Logique épistémique qui introduit des agents ayant telle ou telle connaissance.
- Logique temporelle, qui introduit une notion de temporalité sur la validité des énoncés.

### Autres formalisation de la logique usuelle
- Logique linéaire